# Liste des chansons de Christophe
 (mars 2020).
Si vous disposez d'ouvrages ou d'articles de référence ou si vous connaissez des sites web de qualité traitant du thème abordé ici, merci de compléter l'article en donnant les références utiles à sa vérifiabilité et en les liant à la section « Notes et références ».
Cette liste répertorie les chansons de Christophe.
- Haut – A
- B
- C
- D
- E
- F
- G
- H
- I
- J
- K
- L
- M
- N
- O
- P
- Q
- R
- S
- T
- U
- V
- W
- X
- Y
- Z

## A
- À ceux qu'on aime - 1967
- Agitation (Alain Kan / Christophe) - 1980
- Aline - 1965
- Aline (en public) - 2002
- Amour interdit - 1968
- Arrivederci Roma (F. Bonifay - R. Berthier / R. Rascel) - 1983
- Avec des mots d'amour - 1967
- Avec l'expression de mes sentiments distingués (Christophe) - 1973
- Avec le temps, enregistrement radiophonique Europe 1 : 1975 (Ferré) - 1993
- Ange sale - 2016

## B
- Belle (Gilles Thibault / Christophe) - 1973

## C
- Ça n'fait rien - 1964
- C'est la question (Christophe) - 1974
- Ce mec lou (Christophe / André Demay) - 1978
- Ces petits luxes (Elisa Point / Christophe) - 2001
- Ces petits luxes (en public) - 2002
- Cette fureur de vivre - 1964
- Cette musique - 1966
- Cette vie-là - 1965
- Cette vie-là (en public) - 2002
- Chiqué chiqué (Pierre Grillet / Christophe) - 1988
- Christina - 1966
- Cœur défiguré (Christophe) - 1983
- Comm'si la terre penchait (Christophe) - 2001
- Comme un interdit (Goyenèche - Elisa Point / Christophe) - 2001
- Comme un interdit (en public) - 2002
- Confession - 1968

## D
- Daisy (Jean-Michel Jarre / Christophe) - 1976
- Danse perfidia (P. Paringaux - A. Dominguez / A. Dominguez) - 1983
- Dernier baiser (P. Paringaux - C. Velasquez / C. Velasuez) - 1983
- Drôle de vie (Jean-Michel Jarre / Christophe) - 1974
- Drôle de vie (en public) - 1975
- Du pain et du laurier (Christophe / D. Morisson) - 1973
- Du pain et du laurier (en public) - 1975
- Définitivement - 2016
- Dangereuse - 2016
- Drone - 2016

## E
- Elle dit elle dit elle dit (Christophe) - 2001
- Elle dit elle dit elle dit (en public) - 2002
- Emporte-moi (Jean-Michel Jarre / Christophe) - 1973
- Emporte-moi (en public) - 1975
- Enzo (Christophe - J. R. Mariani - F. Armanet / Christophe) - 1996
- Enzo (en public) - 2002
- Épouvantail -  1971
- Excusez-moi M. le professeur - 1966
- E Justo - 2016

## F
- Fait chaud ce soir (S. Poitrenaud / Christophe) - 1971
- Ferber endormi (Jean-Michel Jarre / Christophe) - 1973

## G
- Goodbye je reviendrai (Léonie / Christophe) - 1972
- Green dream (instrumental) - 1970

## H
- Histoire de vous plaire (Bob Decout / Christophe) - 1978

## I
- Ici repose (Bob Decout / Christophe) - 1978
- Il faut oser le faire (Bob Decout / Christophe) - 1978
- Introduction (instrumental / en public) - 1975
- Interview de...  - 2008
- It Must Be A Sign  - 2008

## J
- J'ai entendu la mer - 1966
- J'ai eu tort - 1965
- J'ai remarché - 1966
- J'aime l'ennui (Moör / Christophe) - 2001
- Je chante pour un ami - 1966
- Je cherche toujours (Christophe) - 1996
- Je m'vois beau (Alain Kan / Christophe) - 1980
- Je ne t'aime plus - 1965
- Je sais que c'est l'été - 1967
- Je suis parti - 1965
- Je t'ai retrouvé - 1965
- Je vous salue madame - 1965
- J'l'ai pas touchée (Boris Bergman / Christophe) - 1984
- J'l'ai pas touchée (en public) - 2002
- J't'aime à l'envers (Christophe - J. R. Mariani / Christophe) - 1996

## L
- L'amour toujours l'amour (Jean-Michel Jarre / christophe) - 1974
- La bête (Jean-Michel Jarre / Christophe)- 1974
- La camargue - 1966
- La danse à trois temps - 1966
- La danse du nain (en public) - 1975
- La dolce vita - 1977
- La dolce vita (en public) - 2002
- La fille aux yeux bleus - 1965
- La man (Moör / Christophe) - 2001
- La man (en public) - 2002
- La mélodie (Jean-Michel Jarre / Christophe) - 1974
- La nuit bleue (P. Paringaux - K. Sygmen / R. Maxwell) - 1983
- La petite fille du troisième - 1971
- La petite fille du troisième (en public) - 2002
- La petite fille du troisième (en public) - 1975
- La petite gamine - 1967
- La vie c'est une histoire d'amour (Yves Desca - Christophe / Christophe) - 1973
- Label obscur (Christophe - J. R. Mariani / Christophe) - 1996
- Le beau bizarre (Bob Decout / Christophe) - 1978
- Le beau bizarre (en public) - 2003
- Le cimetière des baleines (Boris Bergman / Christophe) - 1976
- Le coup de fouet - 1967
- Le dernier des Bevilacqua (Jean-Michel Jarre / Christophe) - 1974
- Le dernier des Bevilacqua (en public) - 1975
- Le dernier des bevilacqua (en public) - 2002
- Le fou garou (Louis Deprestige - Yann Molin / Christophe) - 1980
- Le grand couteau (Bob Decout / Christophe) - 1978
- Le héros déchiré (Bob Decout / Christophe) - 1978
- Le petit gars (Jean-Michel Jarre / Christophe) - 1974
- Le petit gars (en public) - 1975
- Le spectacle - 1966
- Le temps de vivre (Jean-Michel Jarre / Christophe) - 1973
- Le temps de vivre (en public) - 1975
- Le temps de vivre (en public) - 2002
- Le tourne cœur (Christophe - J. R. Mariani / Christophe) - 1996
- Les amoureux qui passent - 1967
- Les espagnols - 1967
- Les jours où rien ne va (M. Valley / Christophe) - 1973
- Les marionnettes - 1965
- Les marionnettes (en public) - 2002
- Les mots bleus (Jean-Michel Jarre / Christophe) - 1974
- Les mots bleus (en public) - 1975
- Les mots bleus (en public) - 2002
- Les paradis perdus (Jean-Michel Jarre / Christophe) - 1973
- Les paradis perdus (en public) - 1975
- Les paradis perdus (en public) - 2002
- Les tabourets du bar (Louis Deprestige - Yann Molin / Christophe) - 1980
- Les Voyageurs du Ttrain - 2008
- Lita - 2008
- L'enfer commence avec L (Élisa Point / Christophe) - 2001
- L'enfer commence avec L (en public) - 2002
- L'interview (Christophe - J. R. Mariani / Christophe) - 1996
- L'Italie (Louis Deprestige - Yann Molin / Christophe) - 1980
- Lou - 2016
- Les mots fous - 2016
- Les Vestiges du chaos - 2016
- La chanson du vieux bébé - 2003

## M
- Macadam - 1976
- Magda - 2008
- Main dans la main (Léonie / Christophe) - 1972
- Mal - 1971
- Mal comme - 2008
- Mama (Jean-Michel Jarre / Christophe) - 1973
- Mama (en public) - 1975
- Maman - 1967
- Méchamment rock'n'roll (Alain Kan / Christophe) - 1980
- Merci John d'être venu (Christophe) - 1976
- Merci John d'être venu (en public) - 2002
- Mère tu es seule (G. Aber - J. G. Ruff / Christophe) - 1971
- Mes passagères (S. Poitrenaud / Christophe) - 1971
- Mickey (Jean-Michel Jarre / Christophe) - 1973
- Mickey (en public) - 1975
- Minuit boulevard (Alain Kan / Christophe) - 1980
- Minuit boulevard(en public) - 2002
- Mon amie jalousie (P. Paringaux - A. Mauprey / J. Jade) - 1983
- Mon dieu, enregistrement radiophonique Europe 1 : 1975 - 1993
- Mes nuits Blanches - 2016

## N
- Ne raccroche pas - 1985
- Noël - 1965
- Noël blanc (Francis Blanche / I. Berlin) - 1983
- Noir est ta couleur (P. Paringaux - A. Hamilton / A. Hamilton) - 1983
- Nuage d'or (Philippe Paradis - Christophe - S. Forward) - 2001
- Nue comme la mer (P. Grosz - O. Toussaint - Senneville / O. Toussaint) - 1972

## O
- Oh mon amour (Michaële - P. de Senneville / Christophe) - 1972
- On achève bien les autos (Christophe) - 2001
- Odore Di Femina - 2008
- Océans d'amour - 2016

## P
- Panorama De Berlin - 2008
- Parfums d'histoires (Christophe - J. R. Mariani / Christophe) - 1996
- Parle Lui de moi - 2008
- Pas vu pas pris (Alain Kan / Christophe) - 1980
- Passons une nuit blanche - 1968
- Paumé - 1976
- Petite fille du soleil - 1975
- Petite fille du soleil (en public) - 2002
- Point de rencontre (Christophe - J. R. Mariani / Christophe- C. Micheli) - 1996
- Pour un oui pour un non - 1966
- Pour que demain ta vie soit moins moche (Bergman / Christophe) - 1976
- Pour que demain... Les dragons de chimères, partie 2 (Dominique Perrier) - 1976
- Pour que demain..., partie 3 (Boris Bergman / Christophe) - 1976
- Privé d'amour (P. Paringaux - H. Hupfeld / H. Upfeld) - 1983

## Q
- Qu'est-ce que tu dis-là ? (Christophe - J. R. Mariani / Christophe- C. Micheli) - 1996
- Question ambiance (Alain Kan / Christophe) - 1980

## R
- Raconte une histoire (en public) - 2003
- Red mountain (instrumental) - 1970
- Rencontre à l'as Vega (Christophe - J. R. Mariani / Alan Vega - Christophe) - 1996
- Reviens Sophie - 1964
- Rock monsieur (Christophe) - 1973

## S
- Samouraï (Boris Bergman / Christophe) - 1975
- Saute du scooter - 1978
- Se dire adieu - 1964
- Senorita (Jean-Michel Jarre / Christophe) - 1974
- Senorita (en public) - 1975
- Senorita (en public) - 2002
- Shake it babe (Christophe - J. R. Mariani / Christophe) - 1996
- Si tu veux, je peux - 1968
- Sous l'eau de rose, instrumental (Christophe) - 2001
- Souvenir de Laura (P. Paringaux - Mercer / Raskin) - 1983
- Souvenirs, instrumental (Christophe) - 1974
- Souvenirs (en public) - 1975
- Stand 14 - 2008
- Succès fou (Christophe) - 1983
- Succès fou (en public) - 2002
- Sunny road from Salina - 1970
- Stella Botox - 2016

## T
- T'aimer Fol'ment - 2008
- Tandis Que - 2008
- Tangerine - 2016
- Tant pis si j'en oublie (Christophe) - 1976
- Taqua (Christophe - J. R. Mariani / Christophe) - 1996
- That's nothing - 1970
- The girl from Salina - 1970
- The girl from Salina (instrumental) - 1970
- Tonight Tonight  - 2008
- Tu es folle - 1966
- Tu n'es plus comme avant - 1965
- Tu te moques - 2016

## U
- Un petit tour d'Harley avec Lucie (Claude Micheli - Christophe) - 1988
- Un peu menteur (Bob Decout / Christophe) - 1978
- Un peu menteur (en public) - 2002
- Une autre vie - 1976

## V
- Voir (Élisa Point / Philippe Paradis) - 2001
- Voir (en public) - 2002
- Voix sans issue (Christophe) - 1984

## W
- Wo Wo Wo - 2008